# Елизабет Саксонска (1552 – 1590)
Вижте пояснителната страница за други личности с името Елизабет Саксонска.
Елизабет Саксонска (на немски: Elisabeth von Sachsen; * 18 октомври 1552, дворец Волкенщайн, Волкенщайн; † 2 април 1590, Хайделберг) от рода на Албертинските Ветини, е принцеса от Саксония и чрез женитба пфалцграфиня на Пфалц-Зимерн.

## Живот
Дъщеря е на курфюрст Август от Саксония (1526 – 1586) и първата му съпруга принцеса Анна Датска (1532 – 1585), дъщеря на крал Кристиан III от Дания (1503 – 1559) и Доротея фон Саксония-Лауенбург (1511 – 1571). Нейният по-голям брат Кристиан I (1560 – 1591) е курфюрст на Саксония. Нейната сестра Доротея (1563 – 1587) се омъжва през 1585 г. за херцог Хайнрих Юлий фон Брауншвайг-Волфенбютел.
Елизабет Саксонска (лутеранка) се омъжва на 4 юни 1570 г. в Хайделберг за калвиниста пфалцграф Йохан Казимир фон Пфалц-Зимерн (1543 – 1592) от фамилията Вителсбахи. Тя става също калвинистка.
През 1589 г. Йохан Казимир арестува Елизабет с обвинението за изневяра и планове за неговото убийство. Тя е затворена от него и умира малко след това на 37-годишна възраст. Погребана е в църквата „Свети Дух“ в Хайделберг.

## Деца
Елизабет Саксонска и Йохан Казимир имат децата:
- син (*/† 1573)
- Мари (1576 – 1577)
- Елизабет (1578 – 1580)
- Доротея (1581 – 1631), омъжена за Йохан Георг I от Анхалт-Десау.
- дъщеря (*/† 1584)
- дъщеря (*/† 1585)